# Oznanjenje (Fra Angelico, sv. Marko)
Oznanjenje (približno 1440–1445) je zgodnjerenesančna freska Fra Angelica v samostanu  Sveti Marko v Firencah v Italiji. Ko je Cosimo de' Medici obnovil samostan, je naročil Fra Angelicu, da je stene okrasil z zapletenimi freskami. Sem so spadali oltarna slika, notranjost meniških celic, samostanski križni hodnik, kapitelj in hodniki; skupaj približno petdeset elementov. Vse slike je Angelico naredil sam ali drugi pod njegovim neposrednim nadzorom. Od vseh fresk v samostanu je Oznanjenje najbolj znano v svetu umetnosti.
Oznanjenje ni prva slika Fra Angelica na to temo niti njegova edina v samostanu. Njegova dela so razpršena po vsem svetu v znanih muzejih in galerijah, vključno s Pradom. Pripisujejo mu izumiteljstvo tovrstne kompozicije, kjer nadangel Gabriel obišče Marijo v zunanjem okolju. Tipična slika gotskega oznanjenja je vsebovala nadangela Gabrijela, ki je obiskal Devico Marijo v zaprtih prostorih in z Marijo ustoličil. Figure so bile videti ploske, statične in nerealne. Zlasti ta slika naj bi »dosegla višino izjemne elegance«. Način ravnanja s prostorom in razsvetljavo je revolucionaren, ker gre za prehod iz gotskega obdobja v renesanso. Prejšnje različice niso imele prostorske zavesti. Videti je bilo, da figure lebdijo v zraku, črte pa se ne končajo na točki izginjanja. Zaradi tega so bili enostranski in nesorazmerni.
Ta posebna različica Oznanjenja se nahaja na vrhu stopnic v prvem nadstropju, kjer so spalnice Svetega Marka - na severni strani. To je ena od le treh fresk, ki jih je Fra Angelico namesto znotraj celic naslikal zunaj na stenah hodnika. Stopnišče je bilo večkrat prenovljeno, vključno s spremembami na oknu, ki vplivajo na količino svetlobe, ki vstopa v samostan. To fresko naj bi si lahko ogledali pod šibko svetlobo. Med ogledom slike obstaja neviden svetlobni vir, zaradi katerega bi menihi, ki bi gledali sliko, te ne potrebovali. Če bi si danes obiskovalci samostana ogledali sliko, ne bi bila videti pristna. Zdaj luči svetijo z različnih zornih kotov. Fra Angelico si je s postavitvijo na vrh stopnic prizadeval prizor vnesti v samostan in v vsakdanje življenje menihov. Takrat svetlejšo sliko bi uporabili za okras, temnejšo pa za razmislek in molitev.
Freske v celicah v samostanu Svetega Marka so bile narejene z rezervo. »Namenjeni so bile razmišljanju in meditaciji ter razmisleku o revščini. Zlato in azurit sta bila rezervirana za Cosima de' Medici v njegovi zasebni celici in za freske v javnih prostorih na hodnikih«. Zlato in azurit sta bila ekstravagantna materiala in sta bila razkošje namenjeno le Cosimu, ker je bil bogat mecen. Bratje so v svojih celicah dobili slike samo za namen molitve. Tudi z zlatom in azuritom bi bilo oznanjenje v severnem dormitoriju še vedno razmeroma dolgočasno zaradi svoje lokacije v samostanu. V Oznanjenju Gabriel vidi, kako se približuje Mariji na prostem v samostanu. S pogledom na ložo, odprto sobo samostana, ki je obrnjena navzven in jo podpirajo stebri. Gabriel je viden oblečen v roza in zlato z raznobarvnimi krili, ko se nagne navzdol s pogledom uprtim v Marijo. Videti ga je z upognjenimi rokami v komolcu s prekrižanimi rokami na prsih in gesto na Marijo. Marija je upodobljena kot sladka in nedolžna, vendar jo je Gabrielov prihod osupnil. Njeno nedolžnost in čistost predstavlja Hortus conclusus, ki ga vidimo skozi ograjo in okno v ozadju. Marija sedi v njenem tipičnem modrem, ki kaže na njen kraljevski status in čistost. Njene roke so zložene na enak način kot Gabrielove, vendar ta gesta kaže na njeno sprejemanje, ponižnost in pokornost. Samostan je obdan s stebri  kompozitnega reda. Vsi podpirajo rimske oboke. Vsi skupaj si prizadevajo oblikovati Gabriela in Marijo ter poudariti osrednjo točko dela. Osrednji steber v ospredju ločuje sliko na dva prostora, ki Gabriela in Marijo postavlja na nasprotna konca, ju ločujeta, a hkrati držita skupaj.
Ta freska ni bila namenjena zgolj v estetske namene. Na loži na dnu freske je napis, ki gledalcu pove: »Virginis Intacte Cvm Veneris Ante Figvram Preterevndo Cave Ne Sileatvr Ave«. Pomeni, ko prideš pred podobo Device, pazi, da ne boš zanemaril reči Ave. Menihe je to vsak dan opozorilo, naj molijo.